# Observatoire national thaïlandais
L'Observatoire national thaïlandais (TNO pour l'anglais Thai National Observatory ; en thaï หอดูดาวแห่งชาติ, H̄x dū dāw h̄æ̀ng chāti, "Observatoire national") se trouve dans le parc national de Doi Inthanon, dans le district de Chom Thong, dans la province de Chiang Mai, en Thaïlande,. Cet observatoire astronomique est situé sur un des plus hauts sommets de la Thaïlande, le Doi Inthanon, et fait partie de l'Institut national de recherche astronomique de Thaïlande, dont il est la principale installation,.

## Installations
Le TNO a deux sections : l'observatoire principal et une station auxiliaire plus bas sur la montagne avec des bureaux et des logements pour les astronomes, des installations pour des activités de sensibilisation du public (comme des groupes scolaires) et une petite exposition permanente pour le public. L'observatoire étant situé dans un parc national, il a été construit pour minimiser l'impact environnemental[réf. nécessaire].

## Équipement
- Un télescope Ritchey-Chrétien de 2,4 mètres avec monture altazimutale, connu sous le nom de Télescope national thaïlandais (TNT). Le système de contrôle du télescope contrôle également automatiquement le mouvement du dôme. Le télescope lui-même a été fabriqué à Tucson, dans l'Arizona, chez EOS Technologies, Inc. (EOST). Le miroir principal a été fabriqué et poli à la Lytkarino Optical Glass Factory (LZOS), en Russie. Il s'agit du plus grand télescope optique de la région. Le TNT est utilisé pour la recherche par les astronomes du NARIT et les chercheurs invités. Sirius vu de l'Observatoire national thaïlandais

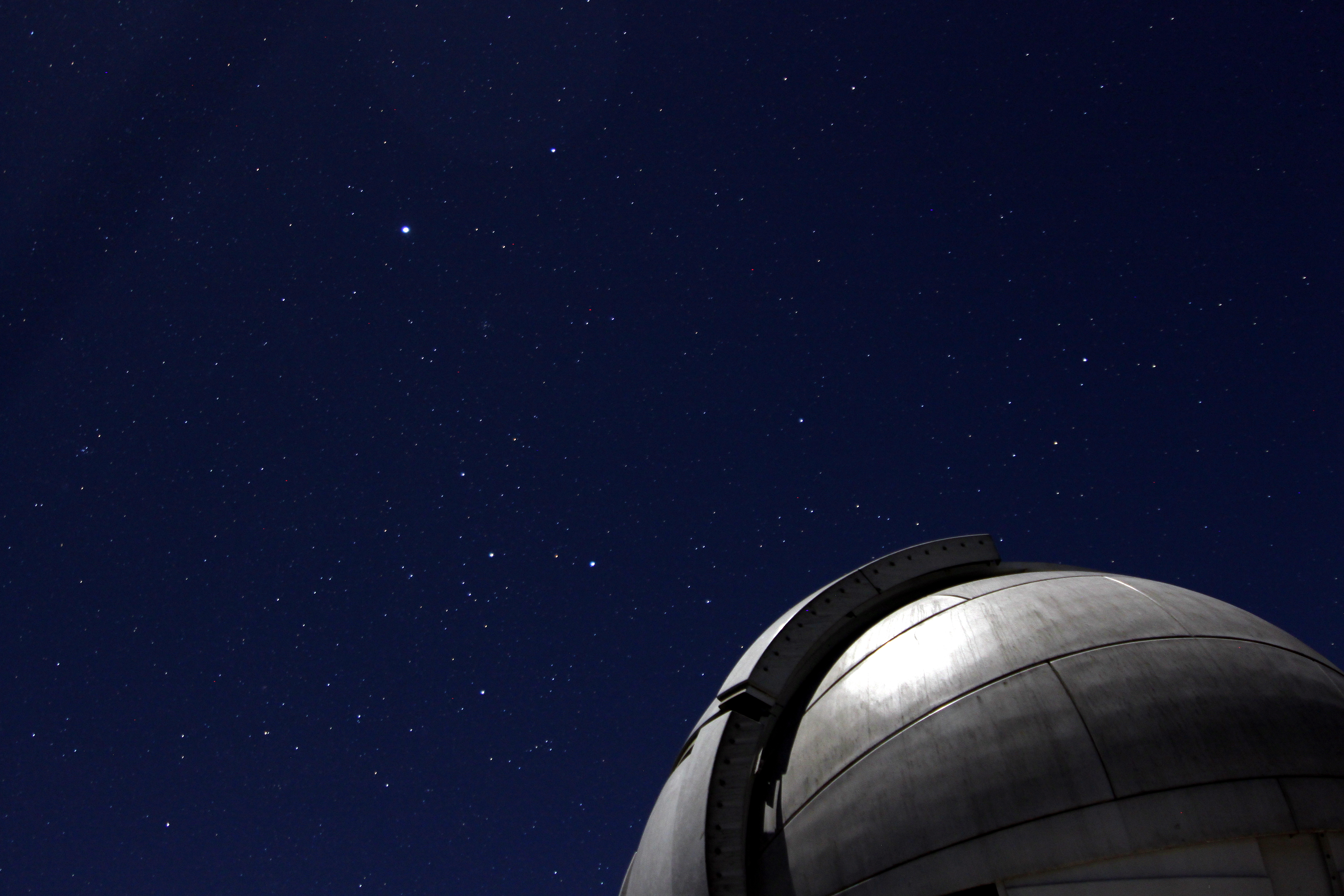
Sirius vu de l'Observatoire national thaïlandais

- Un télescope robotisé Schmidt-Cassegrain de 0,5 mètre. Il est similaire au type utilisé dans les observatoires régionaux du NARIT. Il est utilisé pour la formation et l'éducation, pour tester de nouveaux instruments et techniques, pour soutenir le télescope principal et pour la recherche qui ne nécessite pas l'utilisation du télescope principal.
- Un photomètre CCD 2k x 2k avec un système de filtres BVRI
- Un photomètre CCD 4k x 4k de qualité recherche avec un système de filtres BVRI
- Un spectrographe échelle à haute résolution (prévu pour 2014)